# 凯恩与阿贝尔
《凯恩与阿贝尔》是英国著名作家杰弗里·阿彻所写的小说，是其所写的另一部小说《豪华之女（台版：世仇的女兒）》的前传。该小说描写了两位出身相差甚远的人在美国这一充满竞争与机遇的自由社会中艰苦的奋斗历程和彼此之间的恩怨情仇。繁體中文版由春天出版發行，書名《該隱與亞伯》。

## 主要情节
凯恩与阿贝尔，这两位同年同月同日生的人，一位是生于美国富有银行业世家的富家公子，另一位是被收养在波兰贫穷农民家的私生子。凯恩、年仅十四岁就凭借自己的智慧与手腕挫败了其继父骗取母亲财产的阴谋，随后年纪轻轻便以自身的能力当上了莱斯特银行董事长。阿贝尔、在并不知道彼此身份的情况下，与他的生父罗斯诺维斯基男爵度过了几年美好时光。但在随后爆发的一战中，他的哥哥，父亲，姐姐却接连被凶残的德国、苏俄士兵杀害，并从地狱一般的苏俄集中营死里逃生，历经千难万险来到了美国。在他的伯乐——利奥里的提拔下，阿贝尔成为了其旅店集团的经理，但利奥里却因大萧条破产而跳楼自杀，阿贝尔因而认定是冷酷无情的银行家——凯恩逼死了他的恩人并发誓要为利奥里报仇。从此，两人的命运正式交汇……